# Nigerijské letectvo
Nigerijské letectvo (anglicky Nigerian Air Force, zkratkou NAF), je letectvo Nigérie a jedna ze složek jejích ozbrojených sil.

## Historie

Vlajka Nigerijského letectva.

Nigerijské letectvo vzniklo 18. dubna 1964 na základně zákona o letectvu (Air Force Act) nigerijského parlamentu. Jím byla nově vzniklá ozbrojená síla pověřena obranou vzdušného prostoru a výcvikem pozemního i letového personálu.
Důraz kladený na jeho vznik a rozvoj vedl v následujících letech v Nigérii k populární přezdívce této ozbrojené složky "pýcha národa" (The pride of the nation).

## Přehled letecké techniky
Tabulka obsahuje přehled letecké techniky Nigerijského letectva podle Flightglobal.com.
| Název                          | Původ                            | Určení                                            | Verze                     | Ve službě      | Poznámky |                |
| Bojové letouny                 | Bojové letouny                   | Bojové letouny                                    | Bojové letouny            | Bojové letouny | Bojové letouny | Bojové letouny |
| ------------------------------ | -------------------------------- | ------------------------------------------------- | ------------------------- | -------------- | --- | -------------- |
| Dassault/Dornier Alpha Jet     | Francie/Německo                  | lehký bojový/cvičný letoun                        | Alpha Jet AAlpha Jet E    | 29             | V nigerijské službě jsou i původně cvičné modely Alpha Jet E modifikovány na lehké útočné a nigerijské stroje bývají označovány jako Alpha Jet N, bez ohledu na původní výrobní variantu. |                |
| Chengdu J-7                    | Čínská lidová republika          | stíhací letoundvoumístný letoun                   | F-7NIFT-7NI               | 92             | Čínská kopie typu MiG-21. |                |
| CAC/PAC JF-17 Thunder          | Čínská lidová republika/Pákistán | víceúčelový bojový letoun                         |                           | 3              | Dodány 21.5. 2021. |                |
| EMB 314                        | Brazílie                         | lehký bojový letoun                               |                           | 12             | Všechny objednané stroje dodány postupně ve dvou sériích, posledních 6 letounů do země dorazilo 29.9. 2021.                                                                               |                |
| M-346                          | Itálie                           | lehký bojový letoun                               |                           | 0              | Objednáno 24 strojů. |                |
| Speciální letouny              |                                  |                                                   |                           |                | |                |
| ATR 42                         | Francie/Itálie                   | námořní hlídkový letoun                           | ATR 42-500MP Surveyor     | 2              | |                |
| Dopravní a transportní letouny |                                  |                                                   |                           |                | |                |
| Alenia G.222                   | Itálie                           | taktický transportní letoun                       |                           | 2              | |                |
| Beechcraft Super King Air      | USA                              | lehký dopravní letoun                             | King Air 350              | 3              | |                |
| Dornier Do 28                  | Německo                          | lehký transportní/užitkový letoun vlastností STOL | Do 128-6 Turbo Skyservant | 11             | |                |
| Dornier Do 228                 | Německo                          | lehký transportní letoun                          |                           | 5              | |                |
| Lockheed C-130 Hercules        | USA                              | taktický transportní letoun                       | C-130H                    | 3              | |                |
| Vrtulníky                      |                                  |                                                   |                           |                | |                |
| AgustaWestland AW139           | Itálie                           | užitkový vrtulník                                 |                           | 2              | |                |
| Eurocopter AS332 Super Puma    | Francie                          | transportní vrtulník                              | H215M                     | 5              | |                |
| Mil Mi-17                      | Rusko                            | transportní vrtulník                              | Mil Mi-171                | 5              | Objednáno dalších 6 kusů. |                |
| Mil Mi-24                      | Rusko                            | bitevní vrtulník                                  | Mi-24V/Mi-35/Mi-35M       | 9              | Objednáno dalších 6 kusů. |                |
| T129 ATAK                      | Turecko                          | bitevní vrtulník                                  |                           | 0 (+6)         | V červenci 2022 objednáno 6 strojů. |                |
| Cvičná letadla                 |                                  |                                                   |                           |                | |                |
| Aermacchi MB-339               | Itálie                           | proudový cvičný a lehký bojový letoun             |                           | 6              | |                |
| Aero L-39 Albatros             | Československo                   | proudový cvičný a lehký bojový letoun             |                           | 17             | |                |
| AgustaWestland AW109           | Itálie                           | cvičný vrtulník                                   |                           | 13             | |                |

## Galerie

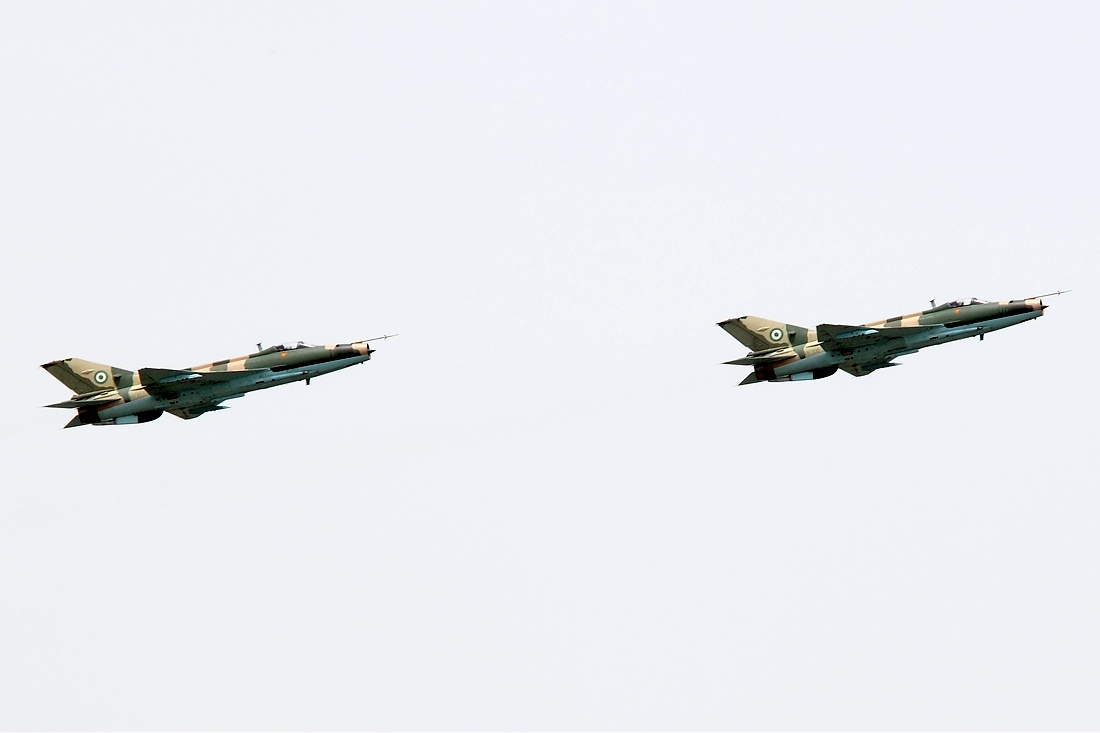
Nigerijské F-7
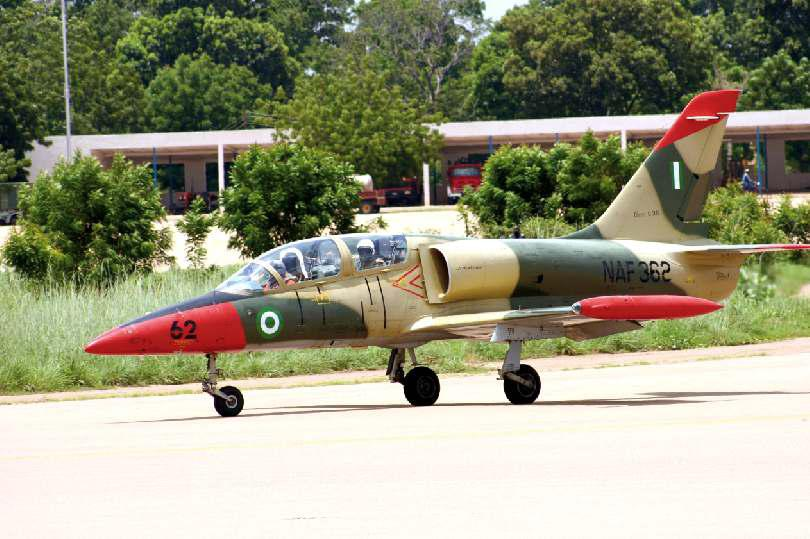
Nigerijský L-39 Albatros.
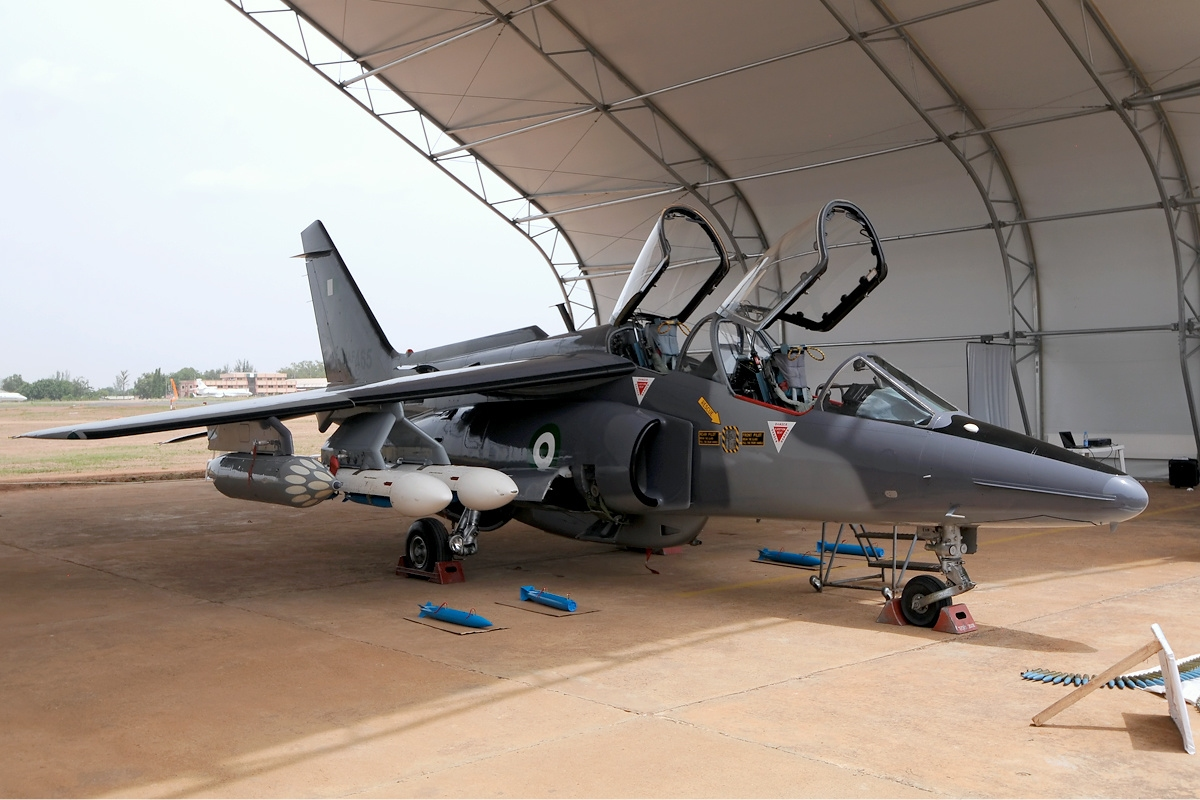
Nigerijský Alpha Jet.
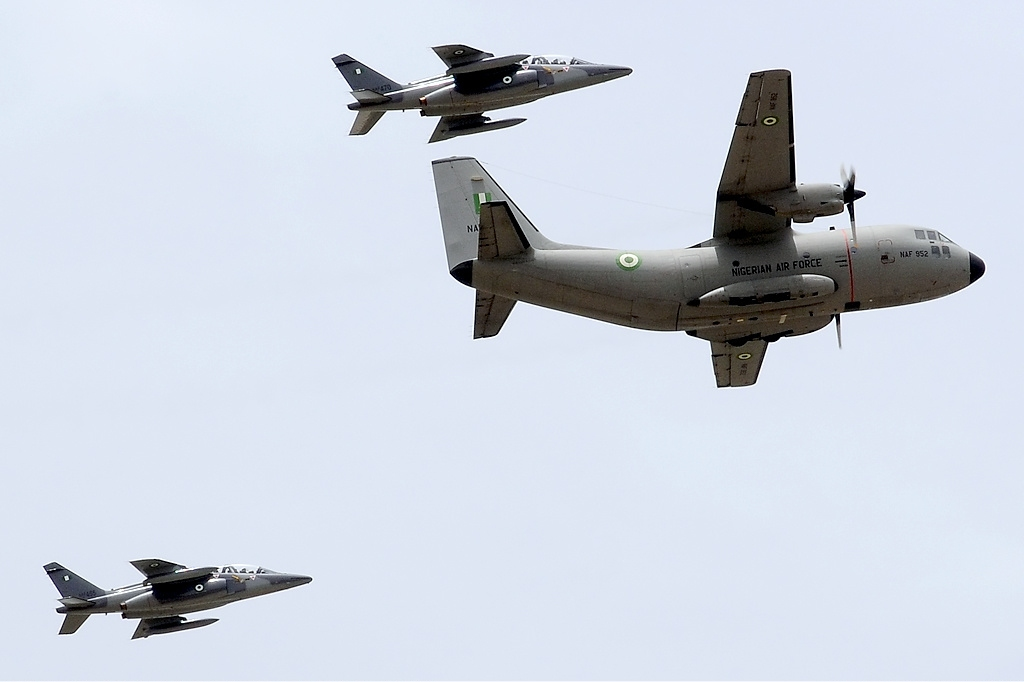
Alenia G.222 v doprovodu dvou letounů Alpha Jet.
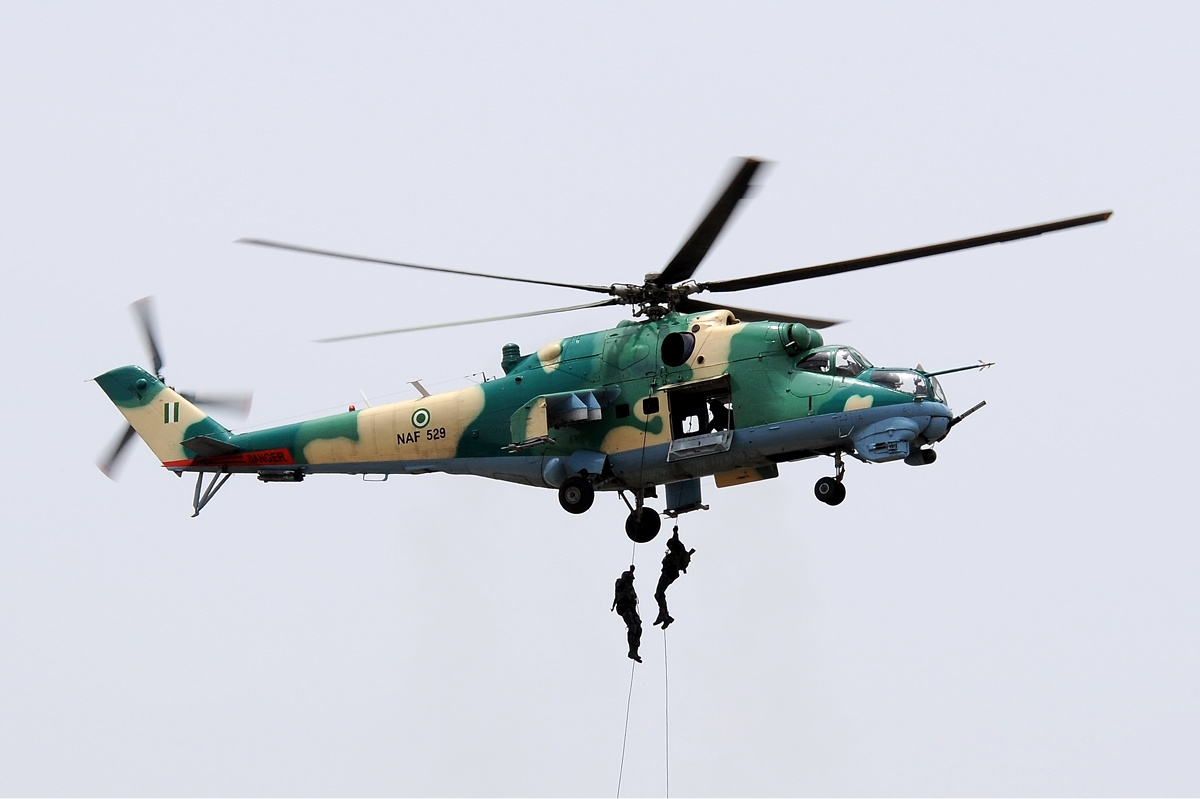
Nigerijský bitevní vrtulník Mi-24V.
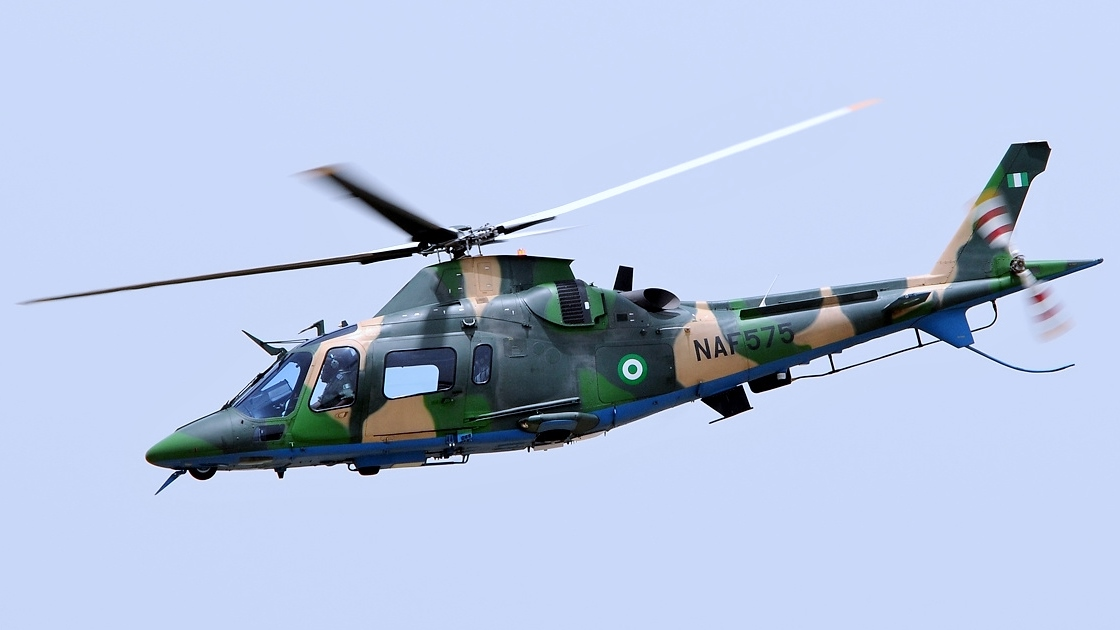
Víceúčelový vrtulník AgustaWestland AW109.